# 盧布林聯合

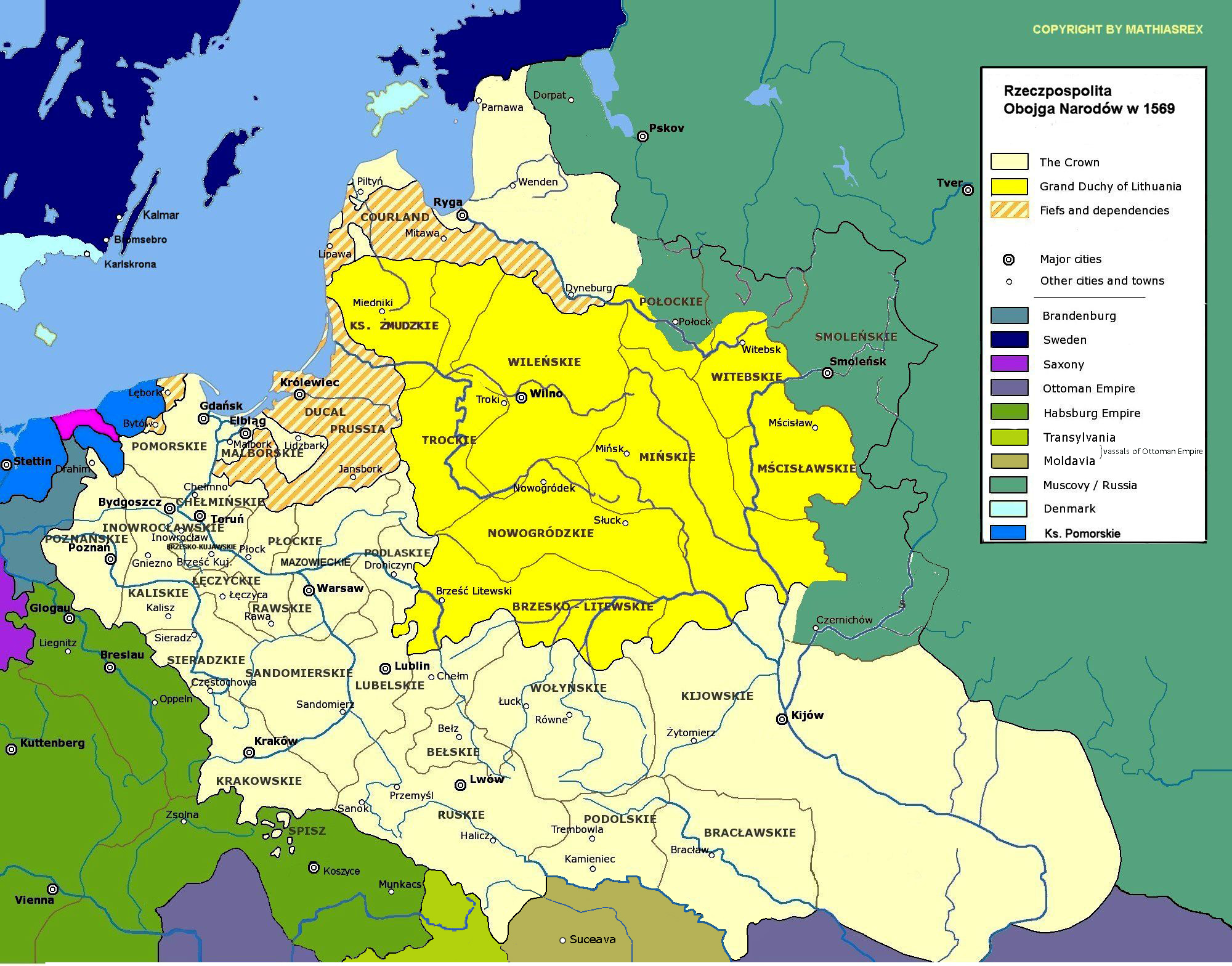
合并后波兰-立陶宛的领土构成，蛋黄色为波兰、亮黄色为立陶宛，条纹为普鲁士公国、利沃尼亚以及库尔兰。

盧布林聯合是在1569年7月1日签署的共主邦聯条约，标志着波蘭立陶宛聯邦的誕生：波蘭王國、立陶宛大公國和高度自治的皇家普魯士正式合併。兩國結盟後被正式稱為聯邦（Rzeczpospolita）。波兰-立陶宛由原来的君合国（共主邦联）转变为选王制的政合国。

## 1569年众议院会议
早在1385年，波兰和立陶宛就于克烈沃（当时属于立陶宛大公国，现在白俄罗斯境内）城堡签署了联合协议。这也为后来的卢布林联合打下了基础。
1569年1月，众议院会议于波兰小镇卢布林附近召开。该小镇位于维尔纽斯和克拉科夫之间，波兰和立陶宛的贵族们常于此地召开会议。1569年众议院会议初期，两方没有取得共识。争论的一个焦点是波兰人在立陶宛大公国安家和占有土地的权利。3月1日，由米卡洛尤斯·拉德维拉·鲁达西斯（波兰称米克瓦伊·拉齐维乌）率领的立陶宛贵族退席离开。格迪米纳斯王朝的齐格蒙特国王兼大公大怒，遂宣布将波德拉谢、沃里尼亚以及基辅从大公国划入波兰王冠领地，而这些地方的本地士族则对此表示了广泛的拥护。布拉茨拉夫和东波多利亚也被划入波兰。这些罗斯以及当今乌克兰大半的土地是立陶宛大公国的重要组成部分。大部分罗斯的贵族们对于在波兰的新机遇表示期待，他们想要从中获取经济和政治利益。
出于无奈，立陶宛贵族在约拿斯·霍德凯维奇的带领下重回众议院会议并继续谈判，其谈判方针与拉齐维乌有所不同。尽管波兰的什拉赫塔们想要彻底兼并立陶宛大公国，立陶宛的贵族们不断反对，只同意建立一个联邦。波兰方面之后同意了立陶宛贵族也可以相应地在波兰居住和占有土地。1569年6月28日，最后一项异议达成共识。7月4日，法案由国王签署于卢布林城堡。8月12日，会议在国王的演讲后闭会。

## 后续影响
政治上，联合后的波兰国王兼立陶宛大公在当选后会于克拉科夫加冕，众议院（Sejm）会议则固定于华沙召开，其中114名众议员来自波兰，48名来自立陶宛。参议院则由113名波兰参议员和27名立陶宛参议员组成。波兰城督（Castellan）73人，立陶宛城督10人。波兰督军（Voivode）22人，立陶宛督军凡10人。两国享有共同的国防、外交系统以及统一的货币（不过货币上的纹章不同，在波兰使用鹰纹，在立陶宛使用骑士纹）。立陶宛大公国相对于波兰王国的平等性得到了保障。
文化上，卢布林联合后的波立联邦加速了立陶宛和罗斯地区波兰化的进程，尽管15世纪晚期以降立陶宛和罗斯贵族之间波兰语的使用已经日渐频繁。鲁塞尼亚贵族（原属立陶宛的，今白俄罗斯和乌克兰的斯拉夫贵族）从原来的正教-鲁塞尼亚语传统变为公教-波兰语群体。然而底层的农奴们仍然使用自己本民族的语言并于布热斯科教会联合后成为了东仪天主教会的信徒（保留正教会的拜占庭礼但与罗马教宗共融）。
经济上，卢布林联合导致了波兰和罗斯贵族对鲁塞尼亚的拓殖以及鲁塞尼亚人的农奴化。尽管和西欧比较，波立联邦农奴的境遇相当恶劣，他们仍比俄罗斯的农奴享有更多自由。因此，俄罗斯的农奴（有时也包括下级贵族和商人）逃亡至波立联邦的状况引起了俄罗斯政府的担忧，这也成为了后来瓜分波兰的因素之一。
地理层面上，卢布林联合所建立的是17世纪面积最大、人口最多的欧洲国家（除俄罗斯和奥斯曼帝国以外）。